# Lutz Theen
Lutz Theen (* 6. Februar 1913 in Tsingtau, Schutzgebiet Kiautschou; † 24. Februar 2001 in Dollerup) war ein deutscher Landschaftsmaler.

## Leben
Nach einigen Kindheitsjahren in China machte er sein Abitur an der Hermann-Lietz-Schule auf der Nordseeinsel Spiekeroog. Dort lernte er als Lehrer sein künstlerisches Vorbild Hans Holtorf kennen und folgte ihm an die Ostsee nach Langballig. Im unmittelbaren Leben in der Natur wollte er die Malerei erlernen. Hier traf er auch seine spätere Frau Hedda Pontoppidan und den Maler Heinrich Kutzer. In den Wintermonaten studierte er bei Professor Wehlte an der Staatlichen Hochschule für bildende Künste in Berlin. 1937 reiste er für einen Studienaufenthalt nach China, wo sein Vater als Kaufmann lebte. Nach Beginn des Zweiten Weltkriegs 1939 kehrte er nach Deutschland zurück. Auf der Schiffspassage verlor er alle seine Arbeiten, da das Schiff versenkt wurde.
Als Soldat heiratete er 1940 Hedda Theen-Pontoppidan. Nach dem Krieg leben beide zusammen als freie Maler, Grafiker und Restauratoren für norddeutsche Volkskunst. 1967 erwarben sie die kleine alte  Schmiede in Nordballig.  Theen malte die Natur dieser hügeligen Landschaft Angelns an der Flensburger Förde. Als eine seiner wenigen Großarbeiten gestaltete er ein überlebensgroßes Staffelläuferpaar an der Turnhalle in Streichmühle.